# 傑羅·莫里拉斯
傑羅·莫里拉斯（西班牙語：Jairo Morillas；1993年7月2日—）是一位西班牙足球運動員。在場上的位置是前鋒。他現在效力於日職長崎成功丸，曾效力於西班牙足球甲級聯賽球隊西班牙人足球俱樂部。他之前曾效力於塞維利亞足球俱樂部。